# Kerem Özkan
Kerem Özkan (Ankara, 19 novembre 1988) è un cestista turco.